# Qifo (sockenhuvudort i Kina, Sichuan Sheng, lat 32,30, long 105,28)
Qifo (kinesiska: 七佛) är en sockenhuvudort i Kina. Den ligger i provinsen Sichuan, i den sydvästra delen av landet, omkring 220 kilometer nordost om provinshuvudstaden Chengdu. Antalet invånare är 2 958. Befolkningen består av 1 424 kvinnor och 1 534 män. Barn under 15 år utgör 16,0 %, vuxna 15-64 år 72 %, och äldre över 65 år 10,0 %.
Runt Qifo är det ganska tätbefolkat, med 222 invånare per kvadratkilometer. Närmaste större samhälle är Liangshui, 10,8 km nordväst om Qifo. I omgivningarna runt Qifo växer i huvudsak blandskog.
Genomsnittlig årsnederbörd är 1 207 millimeter. Den regnigaste månaden är juli, med i genomsnitt 336 mm nederbörd, och den torraste är december, med 1 mm nederbörd.